# Хадда
Hadda (пушту هډه‎) — греко-буддийский археологический памятник, расположенный в десяти километрах к югу от города Джелалабад, в провинции Нангархар на востоке Афганистана.
Хадда была почти полностью разрушена в ходе гражданской войны в Афганистане.

## История
Около 23 000 глиняных и гипсовых греко-буддийских скульптур были раскопаны в Хадде в 1930—1970-е годы. В находках сочетаются элементы буддизма и эллинизма в почти идеальном эллинистическом стиле.
Хотя стиль артефактов типичен для позднего эллинизма II или I века до нашей эры, скульптуры Хадды обычно датируются (хотя и с некоторой неопределенностью) I-м веком нашей эры или более поздним периодом (то есть одним или двумя веками позже). Это несоответствие можно объяснить сохранением позднеэллинистических стилей на протяжении нескольких столетий в этой части мира. Однако не исключено, что на самом деле артефакты были произведены в поздний эллинистический период.
Учитывая древность этих скульптур и техническую изысканность, указывающую на то, что художники хорошо знакомы со всеми аспектами греческой скульптуры, было высказано предположение, что греческие общины были непосредственно вовлечены в воздание скульптур, и этот район мог быть колыбелью зарождающейся буддийской скульптуры в индо-греческом стиле.
Стиль многих работ в Хадде в высшей степени эллинистический, и его можно сравнить со скульптурами, найденными в храме Аполлона в Бассах в Греции.
Название города Хадда берет свое начало от санскритского слова haḍḍa, «кость» или, возможно, haḍḍaka, прил., «(место) костей». Первая форма дала бы начало Haḍḍ в последующих наречиях северной Индии (и в древнеиндийских заимствованиях в современном пушту). Второе естественным образом дало бы начало форме Хадда и хорошо отражало бы веру в то, что в Хадде находилась костяная реликвия Будды. Термин haḍḍa встречается как заимствование в пушту (сущ. haḍḍ), и может отражать лингвистическое влияние первоначального доисламского населения этого района.

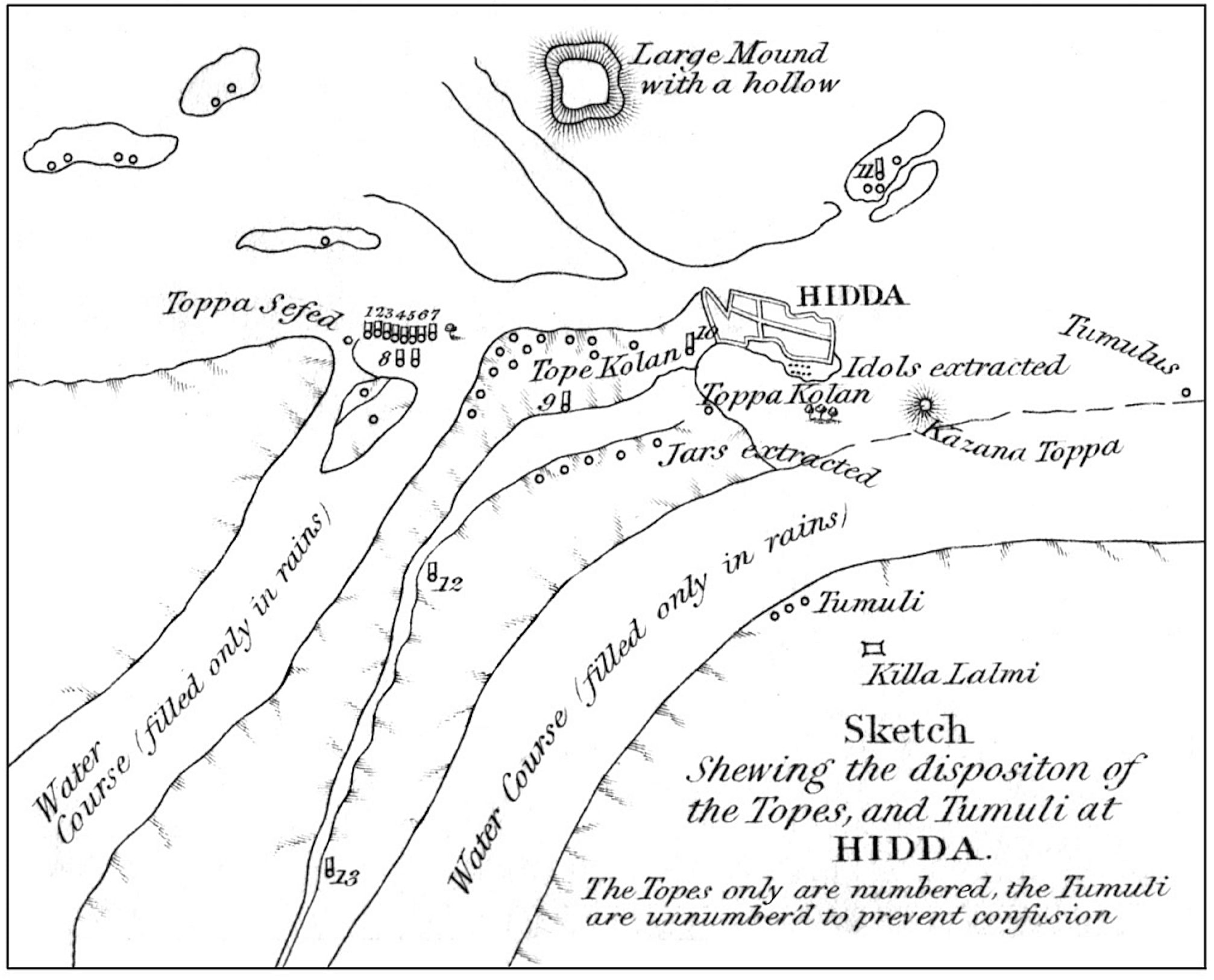
Карта Хадды Чарльза Массона, 1841 г.
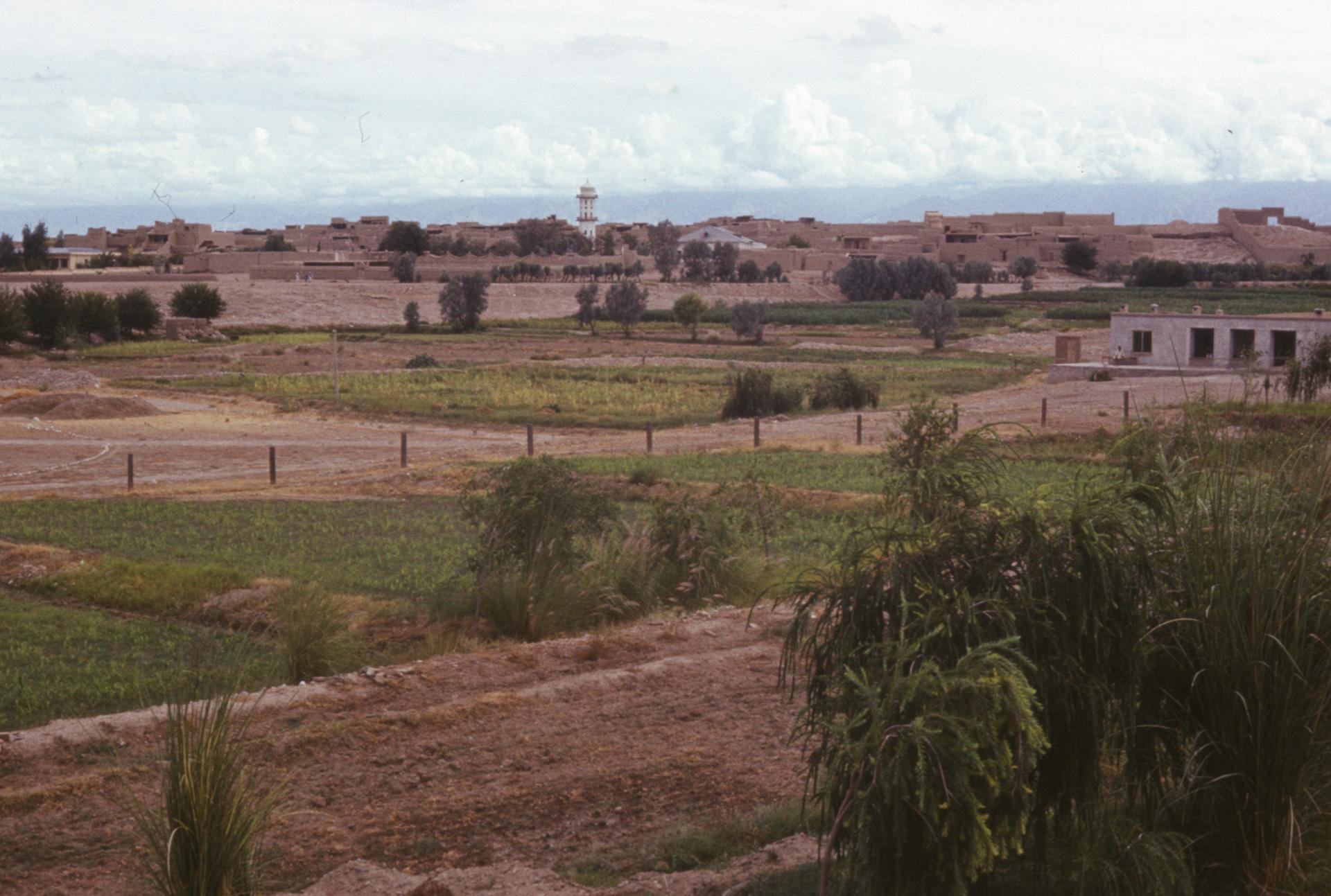
Деревня Хадда, вид с Тапа Шотор, 1976 год.

## Буддийские писания
Считается, что самые старые из сохранившихся буддийских манускриптов — более того, самые старые из сохранившихся индийских манускриптов любого рода — были обнаружены в окрестностях Хадды. Датируемые I веком нашей эры, они, вероятно, они написаны на Гандхари с использованием письма Харотхи и были обнаружены в глиняном горшке с надписью на том же языке и тем же шрифтом. Они являются частью давно утерянного канона секты Сарвастивадин, которая доминировала в Гандхаре и сыграла важную роль в распространении буддизма в Центральной и Восточной Азии через Шелковый путь. Рукописи сейчас находятся в Британской библиотеке.

## Монастырь Тапа Шотор (II век н. э.)

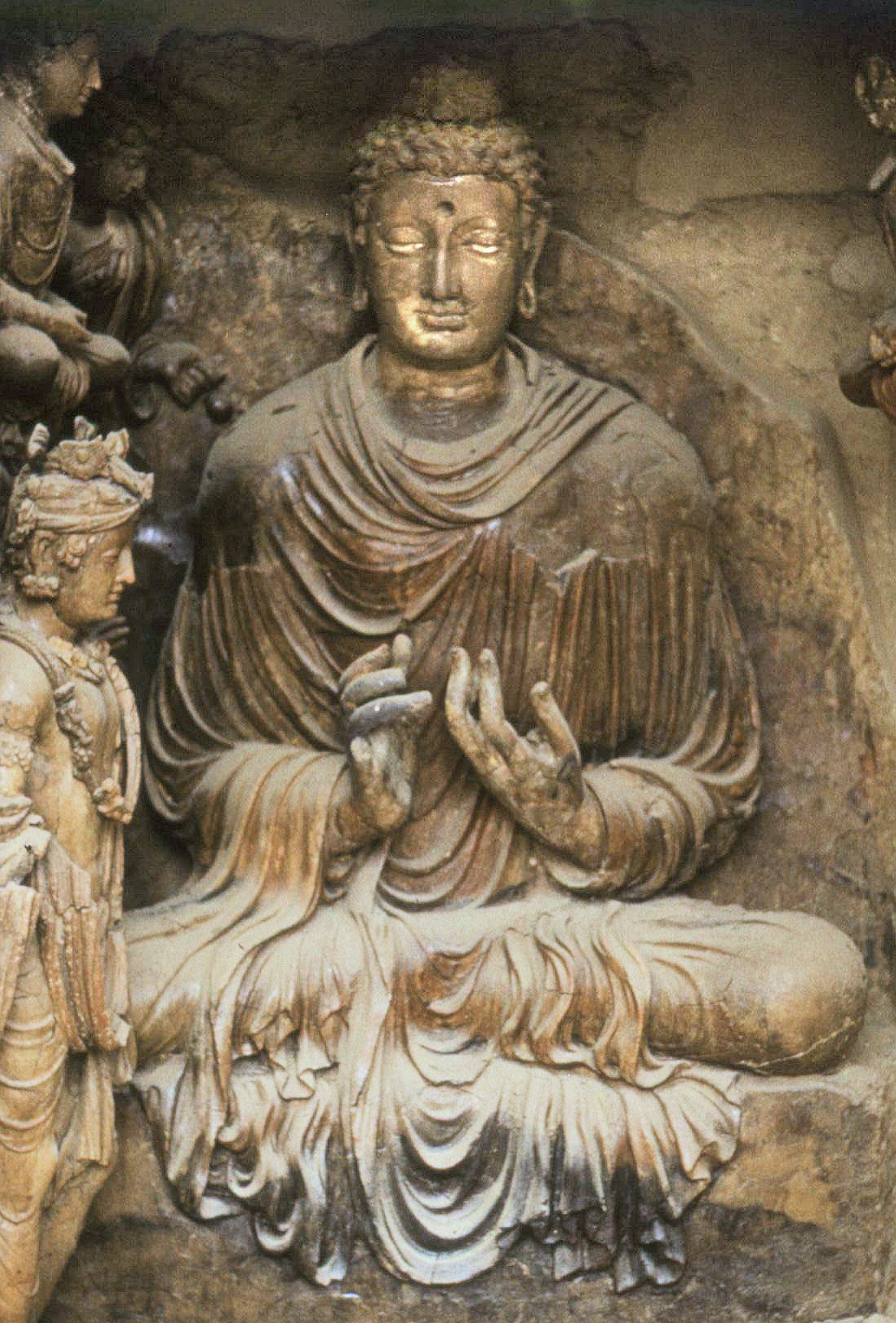
Сидящий Будда, монастырь Тапа Шотор (Ниша V1), II век н. э., Хадда

Тапа Шотор был большим буддийским монастырем Сарвастивадин. По словам археолога Раймонда Алчина, место Тапа Шотор предполагает, что греко-буддийское искусство Гандхары произошло непосредственно от искусства эллинистической Бактрии, как видно из Ай-Ханума.
Самые ранние постройки в Тапа Шотор (названные археологами «Тапа Шотор I») датируются индо-скифским царем Азесом II (35-12 гг. до н. э.).
Скульптурная группа, раскопанная на месте Хадды в Тапа-и-Шотор, представляет Будду в окружении идеально эллинистических Геракла и Тюхе, держащего рог изобилия. Единственная адаптация греческой иконографии состоит в том, что Геракл держит в руках удар Ваджрапани, а не свою обычную дубинку.
Согласно Тарзи, Тапа-и-Шотор с глиняными скульптурами оценивается III веком н. э, и представляет собой «недостающее звено» между эллинистическим искусством Бактрии, а поздние лепные скульптуры найденные в Хадде, как правило, относят к III—IV веку н. э. Скульптуры Тапа Шотор также современны многим ранним буддийским скульптурам, найденным в Гандхаре.

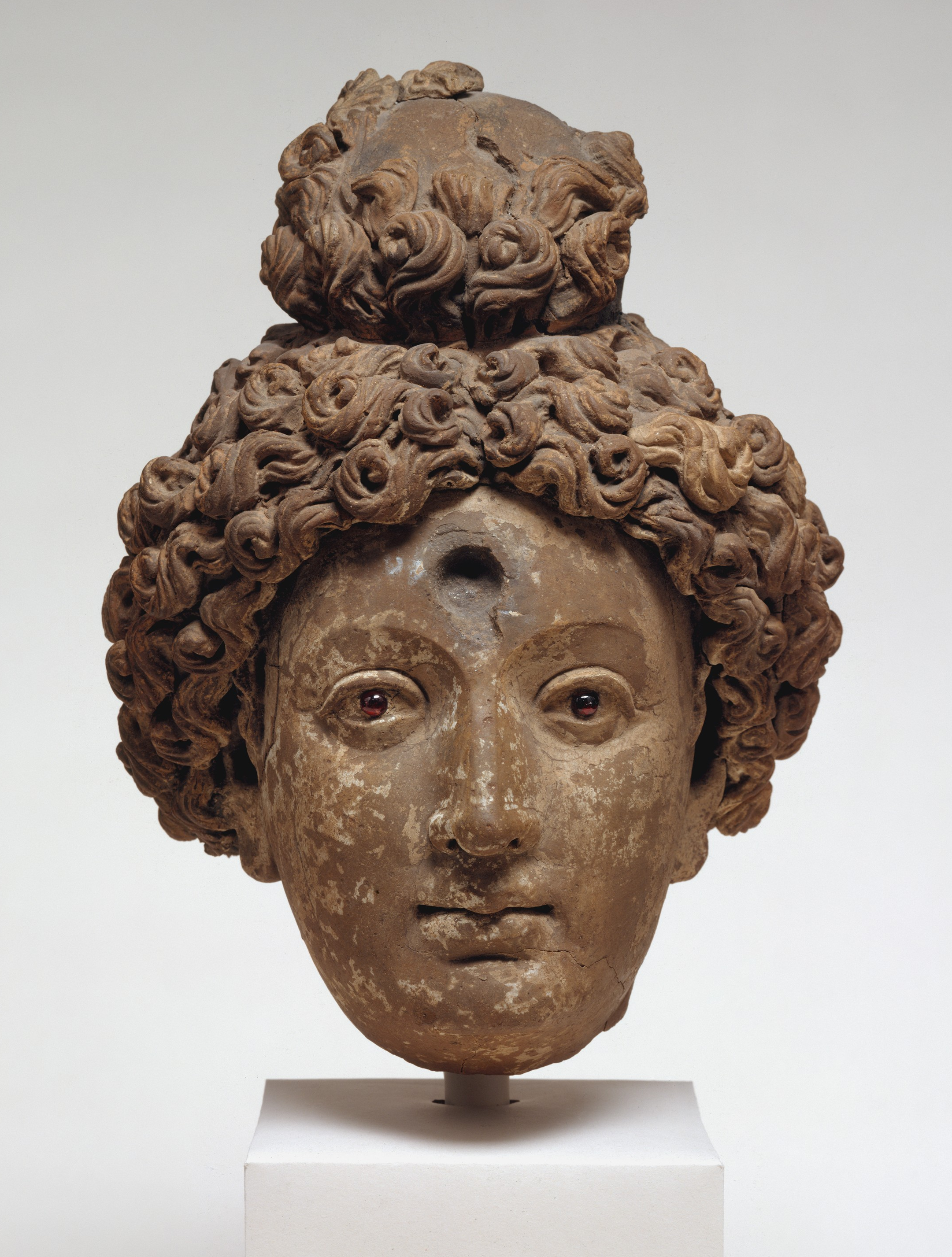
Голова Будды или Бодхисаттвы, обращенная лицом (IV-V век), вероятно, Хадда, Тапа Шотор
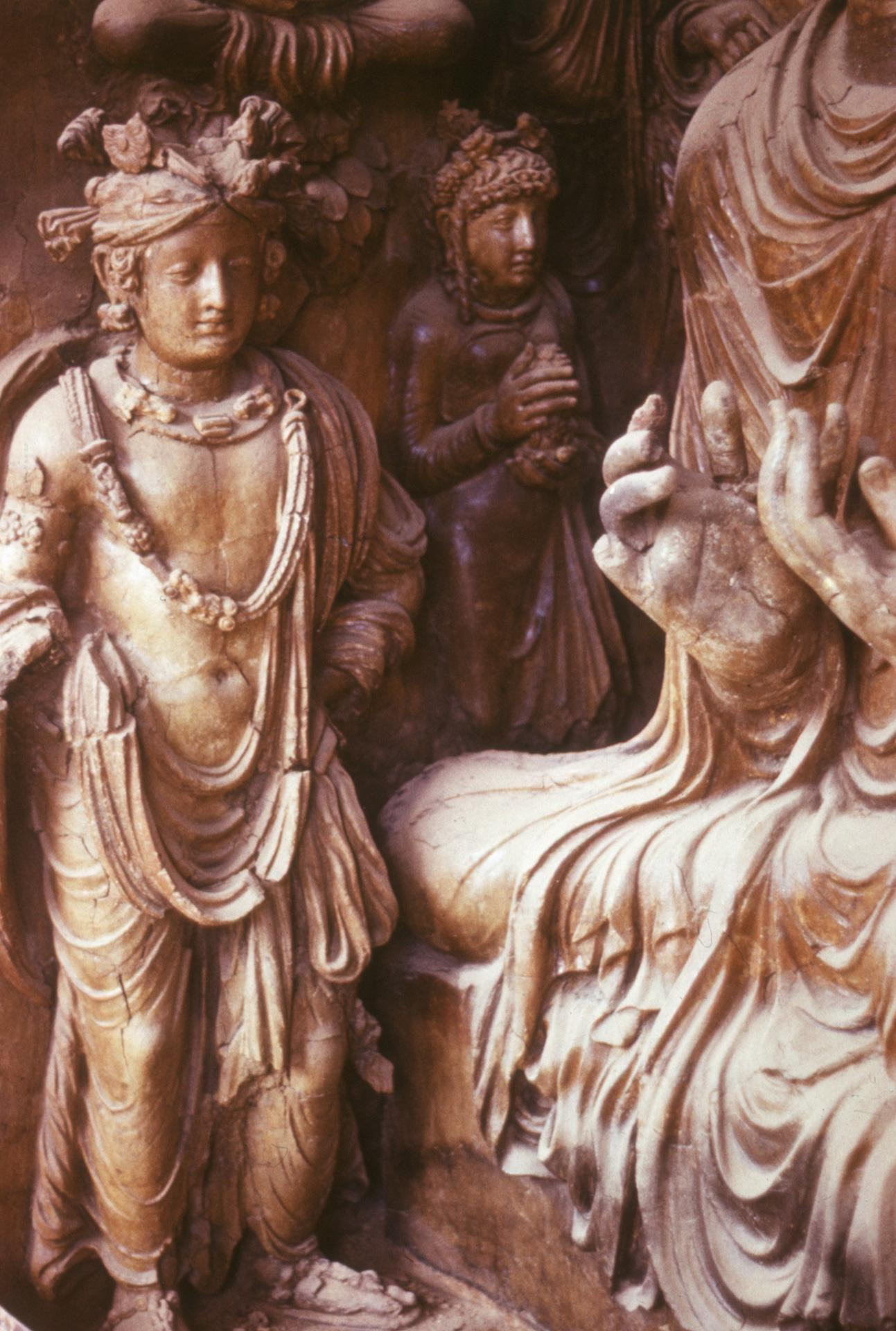
Служители Будды, Тапа Шотор (Ниша V1)
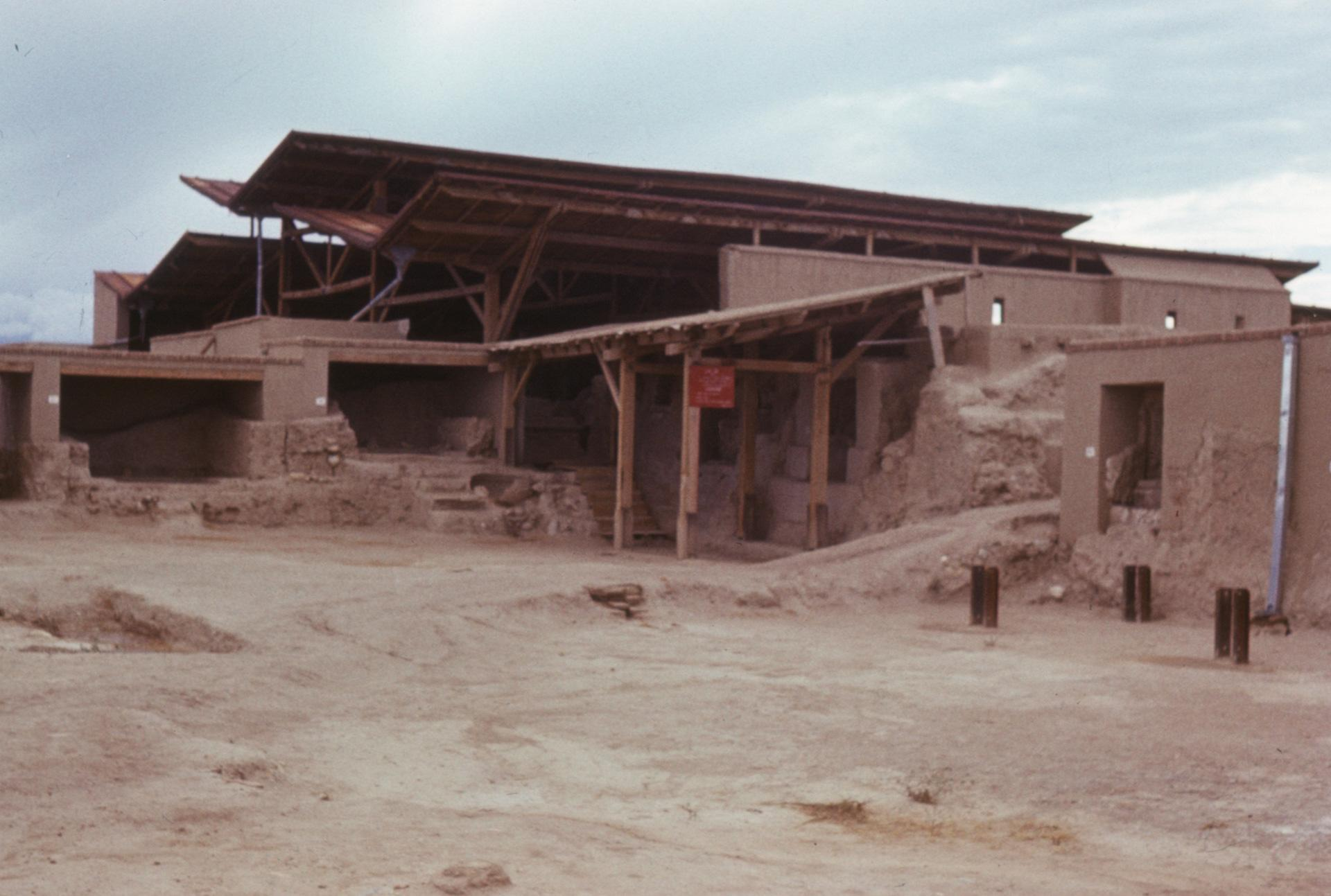
Сайт Тапа Шотор, с защитной крышей

## Монастырь Чахил-и-Гунди (II—III века н. э.)
Монастырь Чахил-и-Гунди датируется IV—V веками нашей эры. Он построен вокруг ступы Чахил-и-Гунди, небольшой ступы из известняка. Большая часть останков ступы была собрана в 1928 году археологической миссией француза Жюля Барту из Французской археологической делегации в Афганистане, и был сохранен и воссоздан в сотрудничестве с Токийским национальным музеем. Сегодня останки выставлены в Музее Гиме в Париже.
Украшение ступы представляет собой интересный пример греко-буддийского искусства, сочетающего в себе элементы эллинистического и индийского искусства. Реконструкция состоит из нескольких частей, декорированного основания ступы, балдахина и различных декоративных элементов.

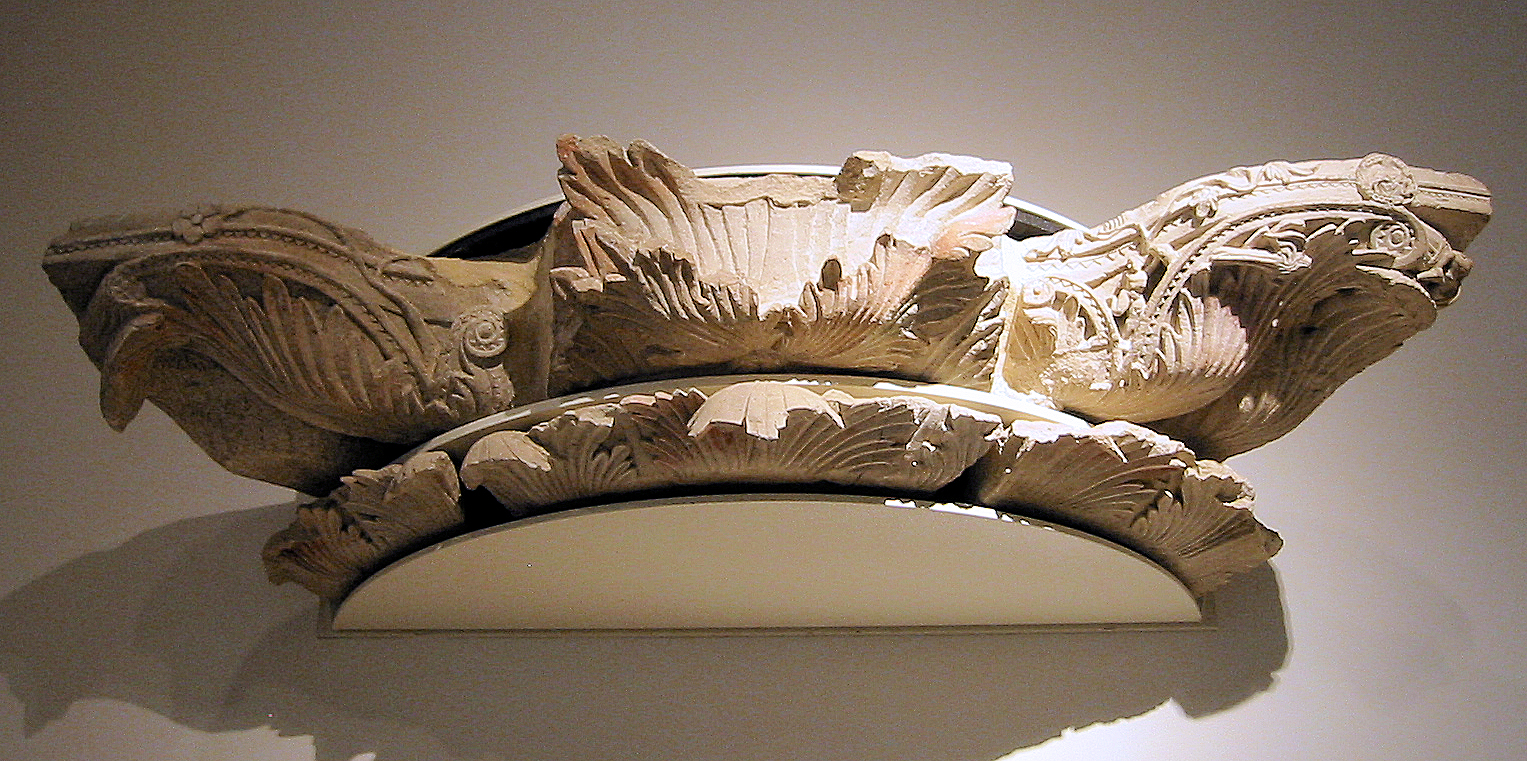
Канопе ступы
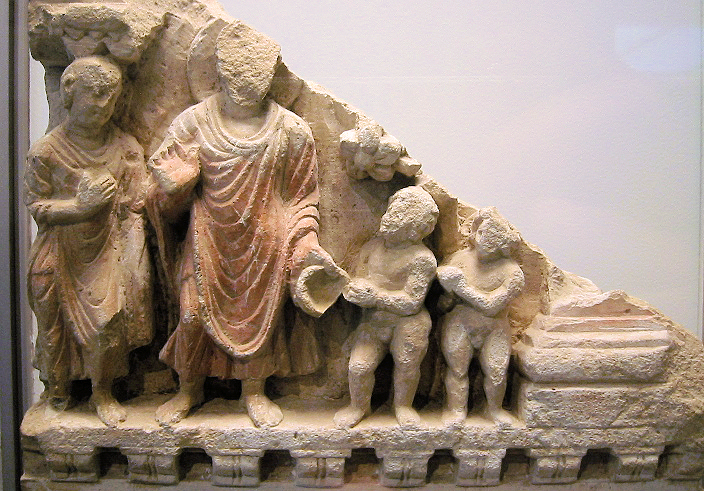
Сцена из «Дар грязи», Ступа Чакхил-и-Гунди, Гандхара.
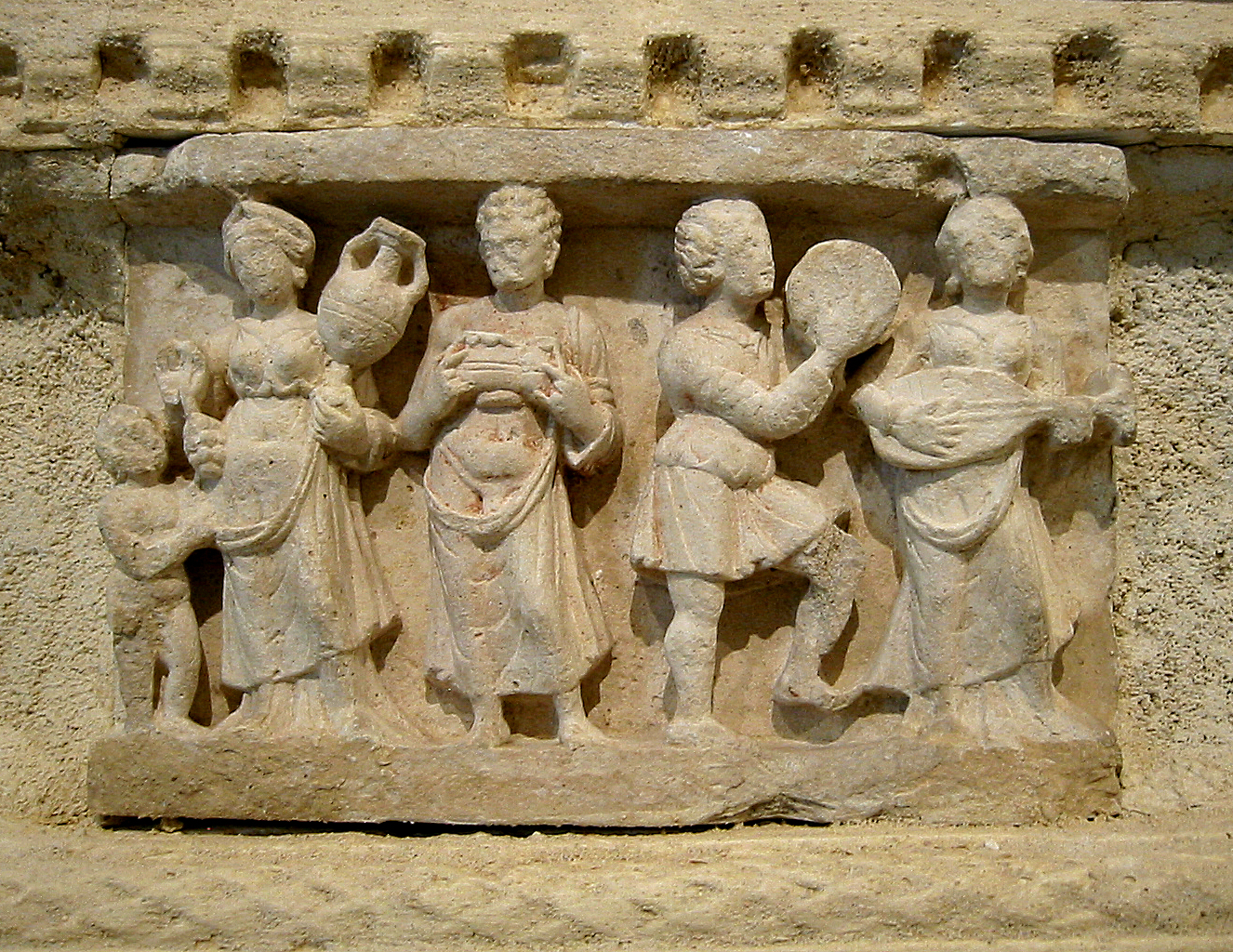
Сцена с вином и танцами, люди в эллинистической одежде

## Монастырь Тапа Калан (IV—V век н. э.)
Монастырь Тапа Калан датируется IV—V веками нашей эры. Его раскопал Жюль Барту.
Один из его самых известных артефактов — это «Genie au Fleur», служащий Будде, который демонстрирует проявление эллинистических стилей, сегодня в Париже в музее Гиме.

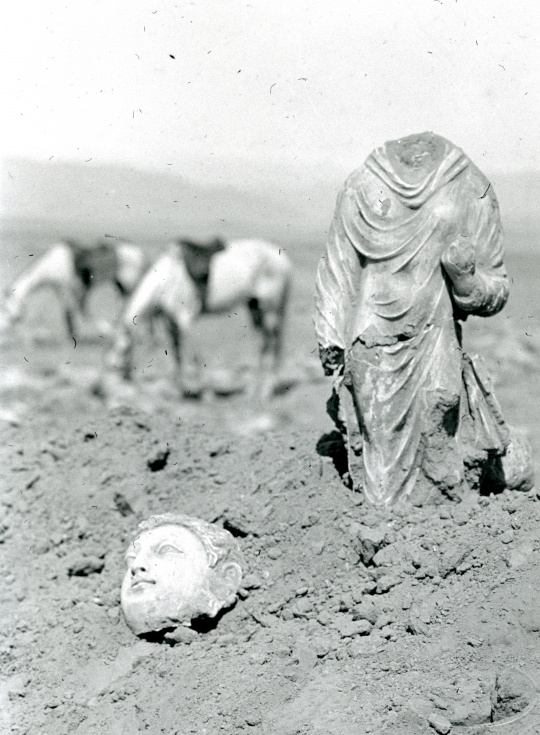
Статуя Будды в Тапа Калан, Хадда
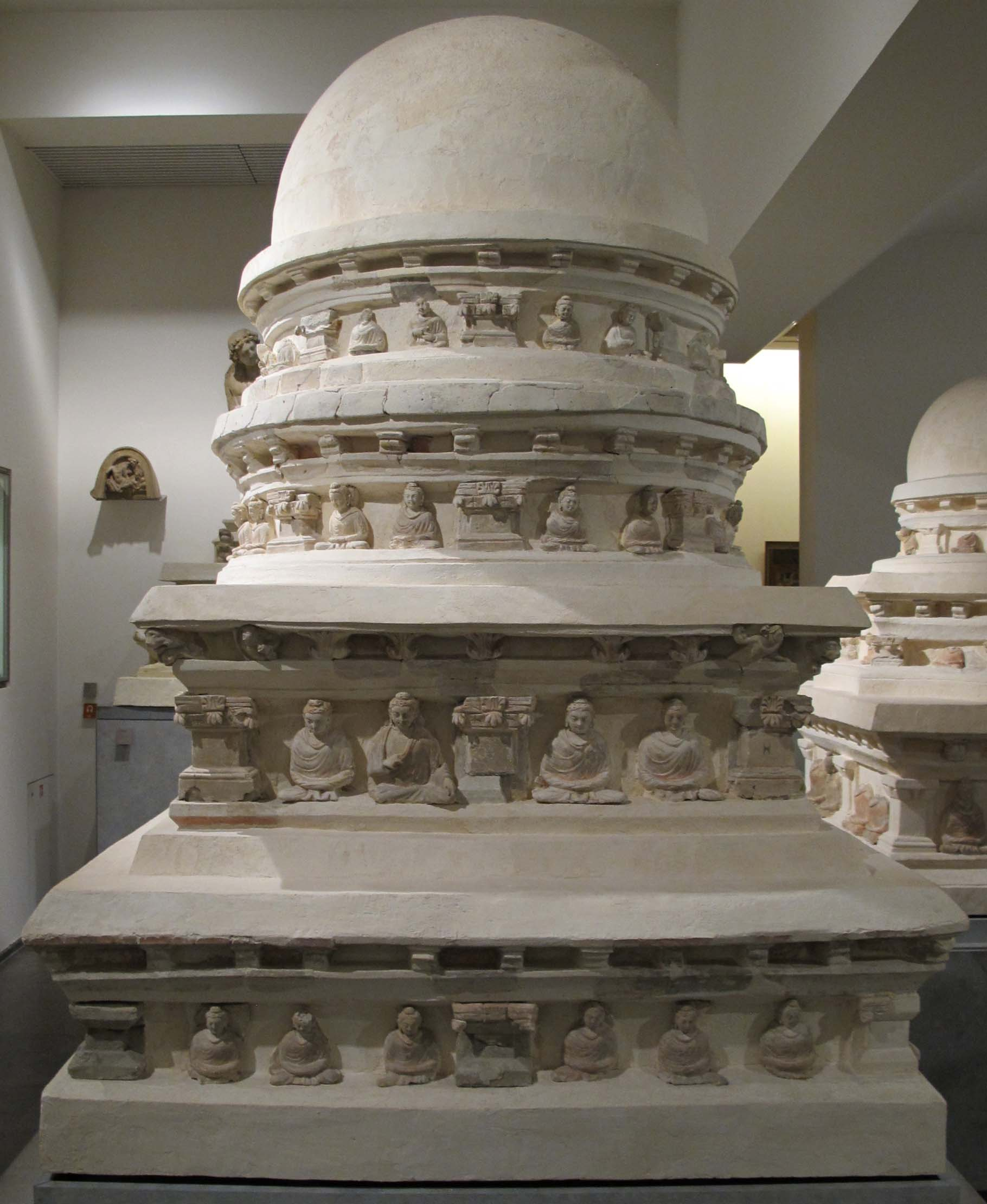
Маленькая ступа, украшенная изображениями Будд, Тапа Калан, IV-V век н. э.
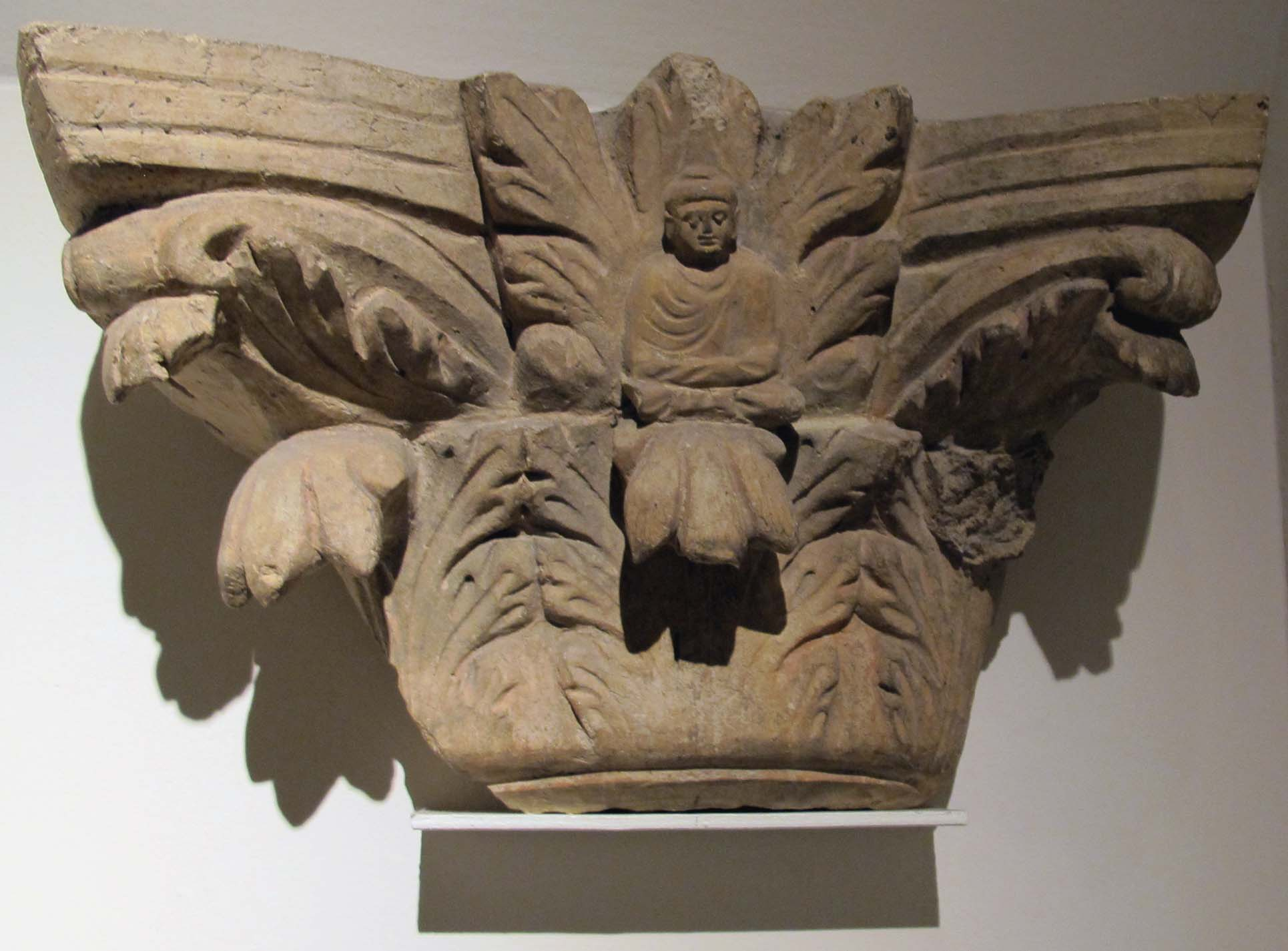
Индокоринфская столица с фигурой Будды в листьях аканта. Тапа Калан.
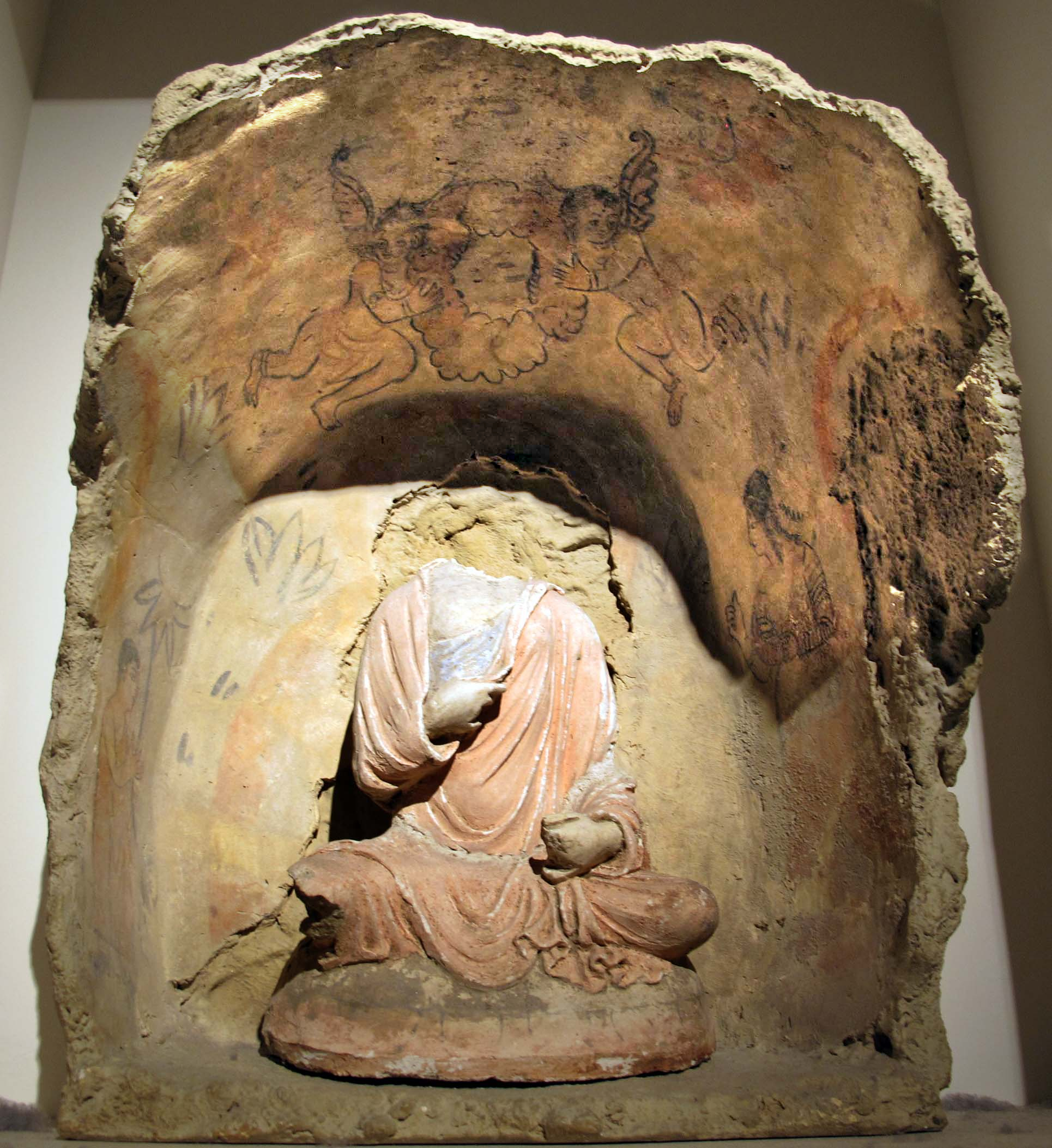
Будда с летающими Эротами, держащими венок над головой, Тапа Калан, III век н. э.
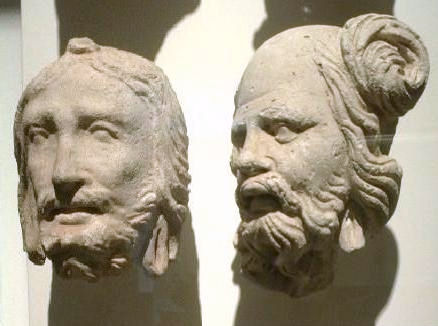
Головы, Тапа Калан.
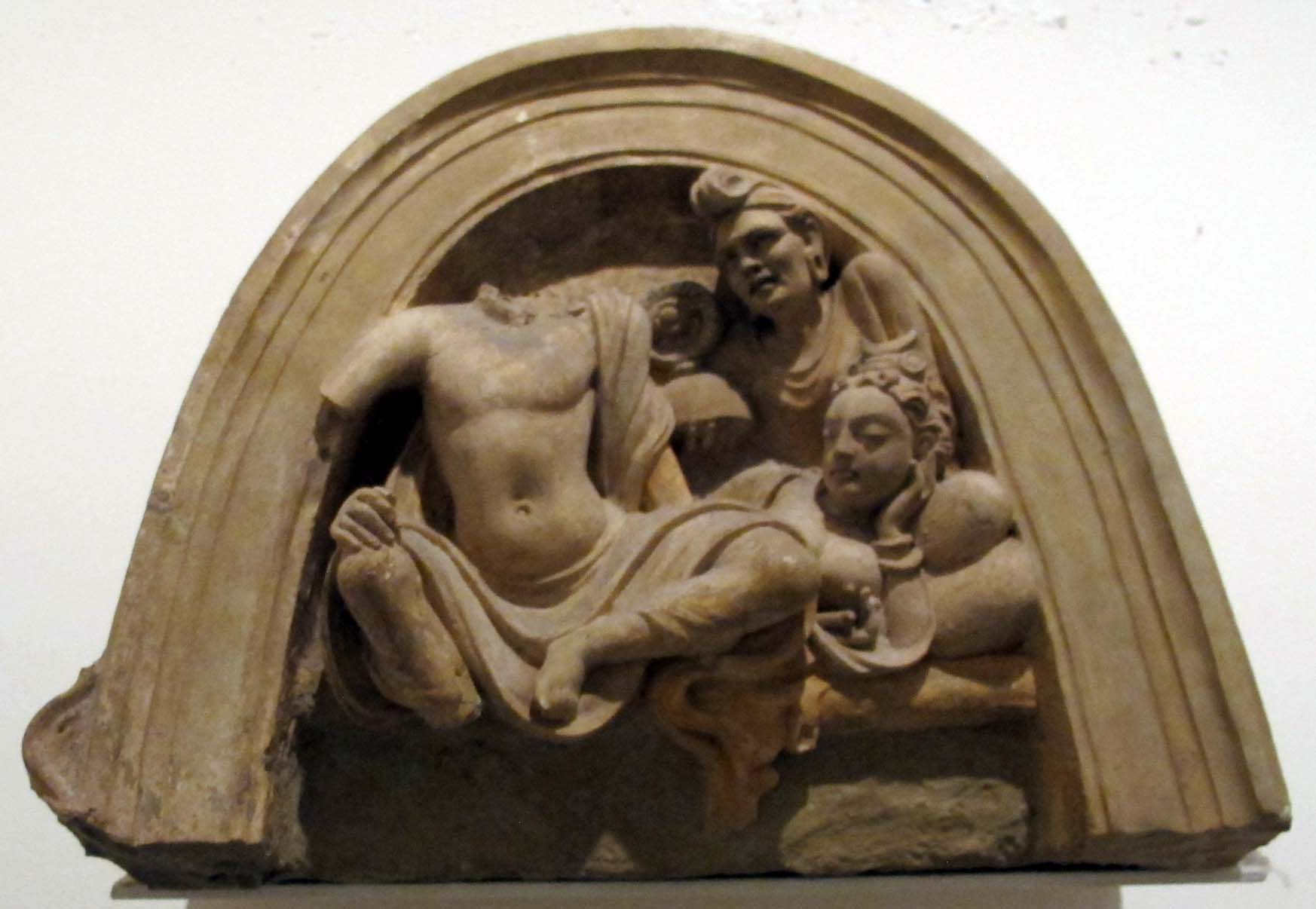
Великий отъезд

## Монастырь Баг-Гай (III—IV века н. э.)
Монастырь Баг-Гай обычно датируется III—IV веками нашей эры. В Баг-Гай много маленьких ступ с украшенными нишами.

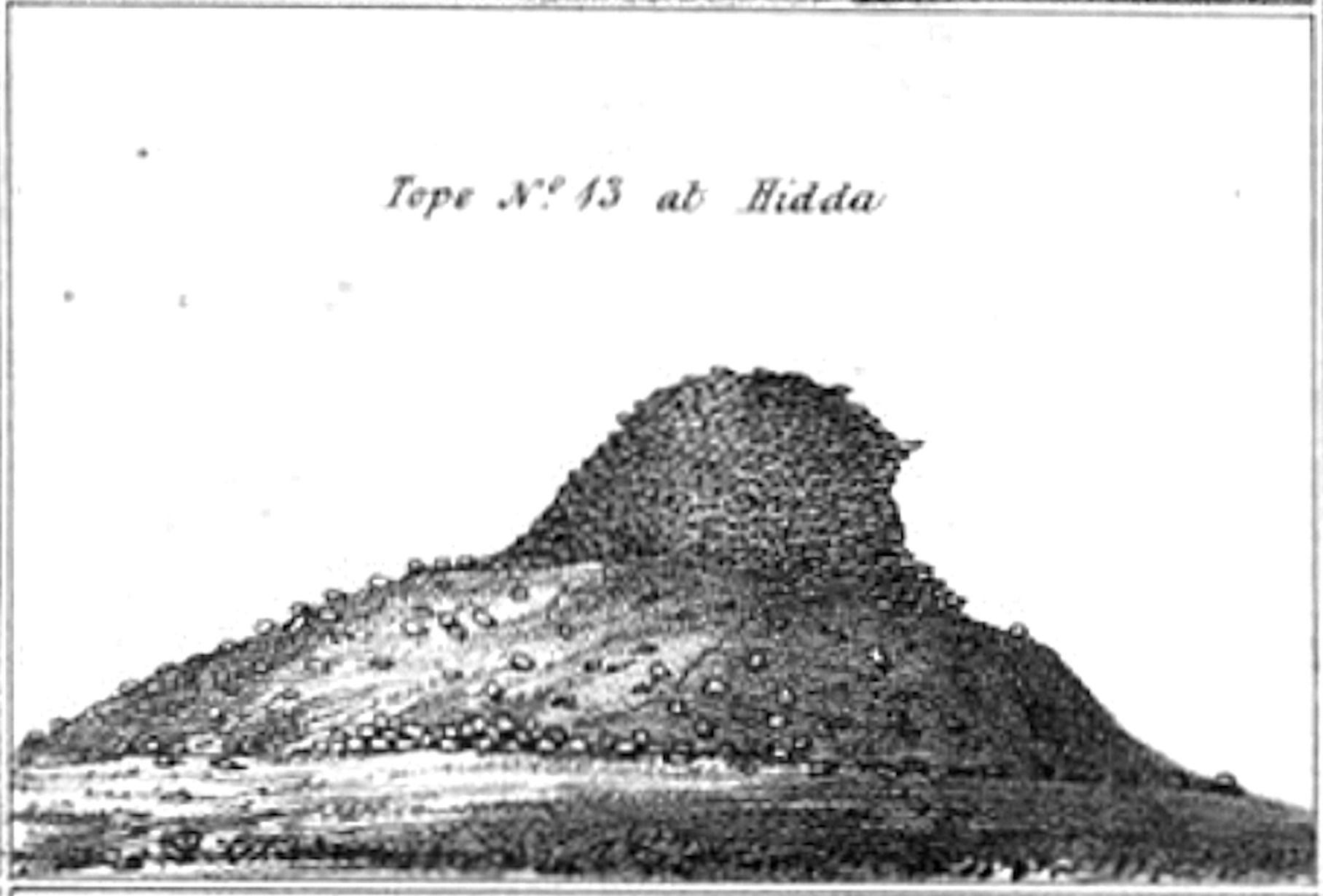
Хадда номер 13, монастырь Баггай, работы Чарльза Массона, 1842 г.
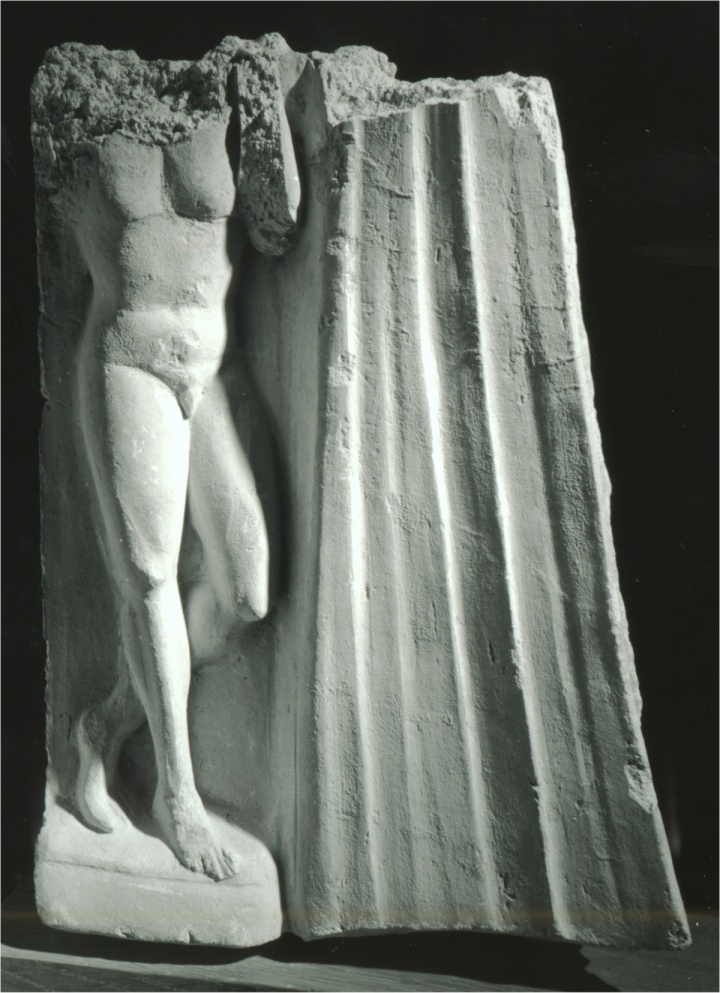
Скульптура из Баг-Гая
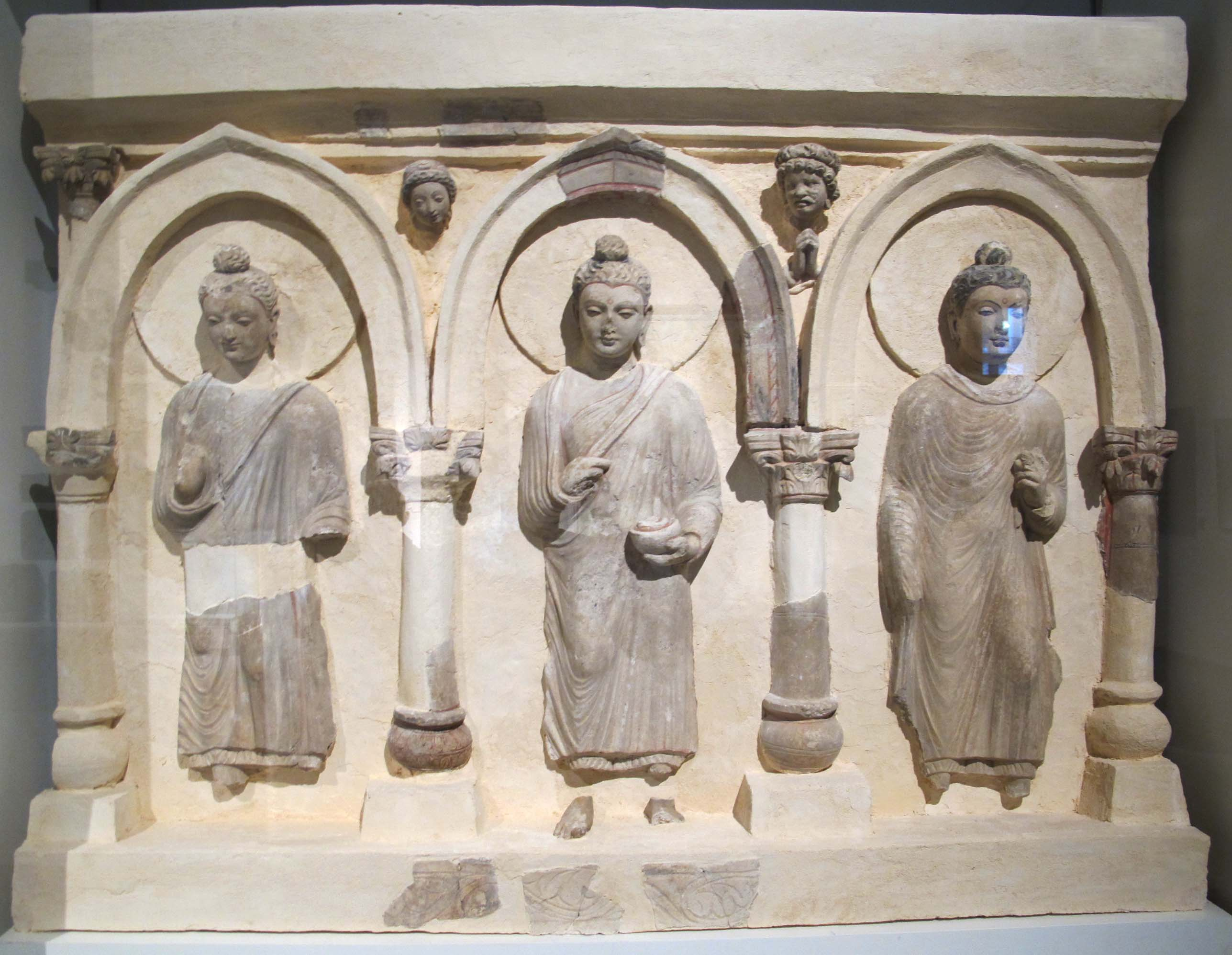
Декоративное панно, монастырь Баг-Гай

## Монастырь Тапа-и Кафариха (III—IV век н. э.)

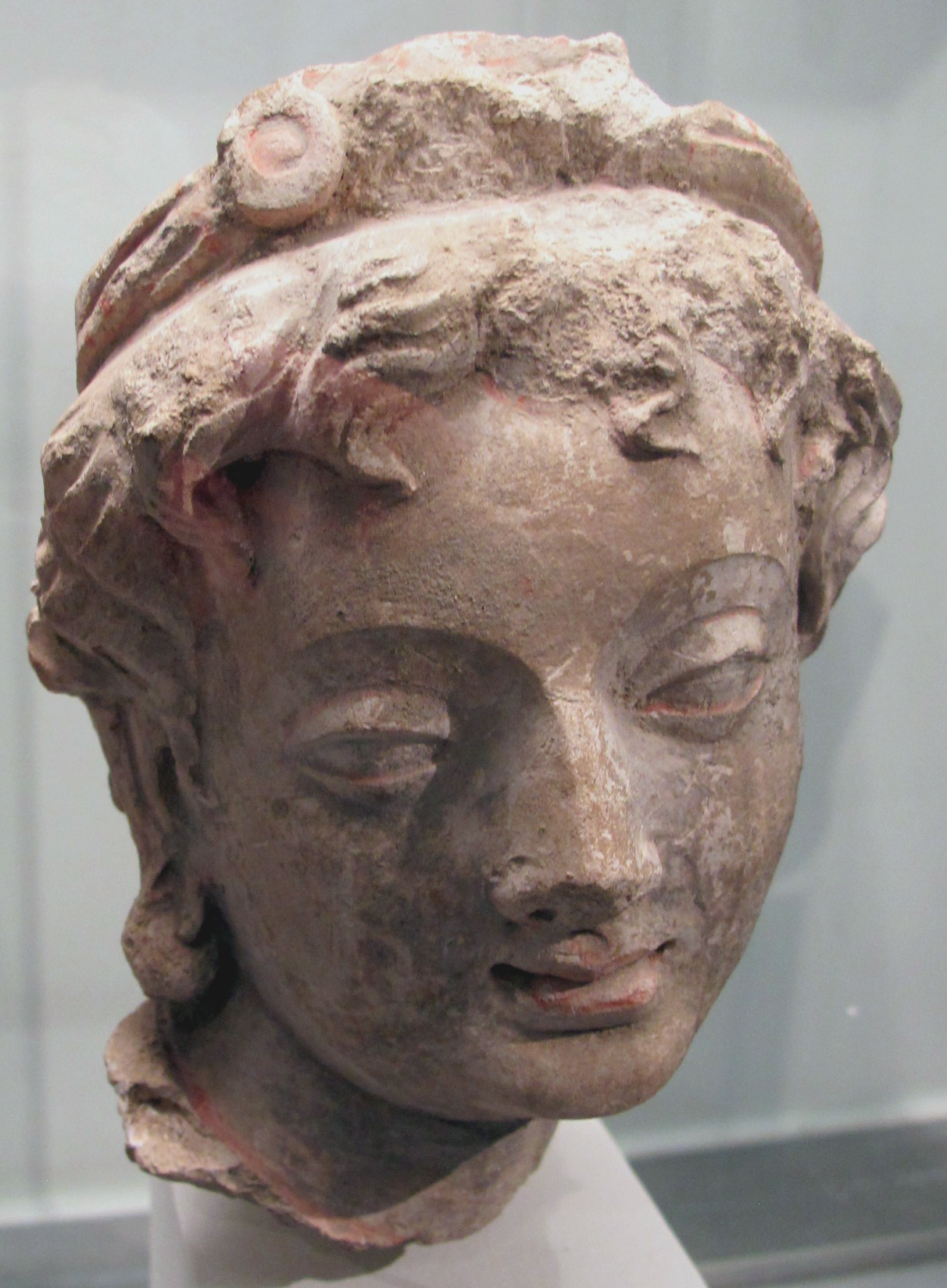
Голова преданной женщины, Тапа-и-Кафариха, III—IV вв.

Монастырь Тапа-и Кафариха обычно датируется III—IV веками нашей эры. Он был раскопан в 1926—1927 годах экспедицией под руководством Жюля Барту в составе французской археологической делегации в Афганистане.

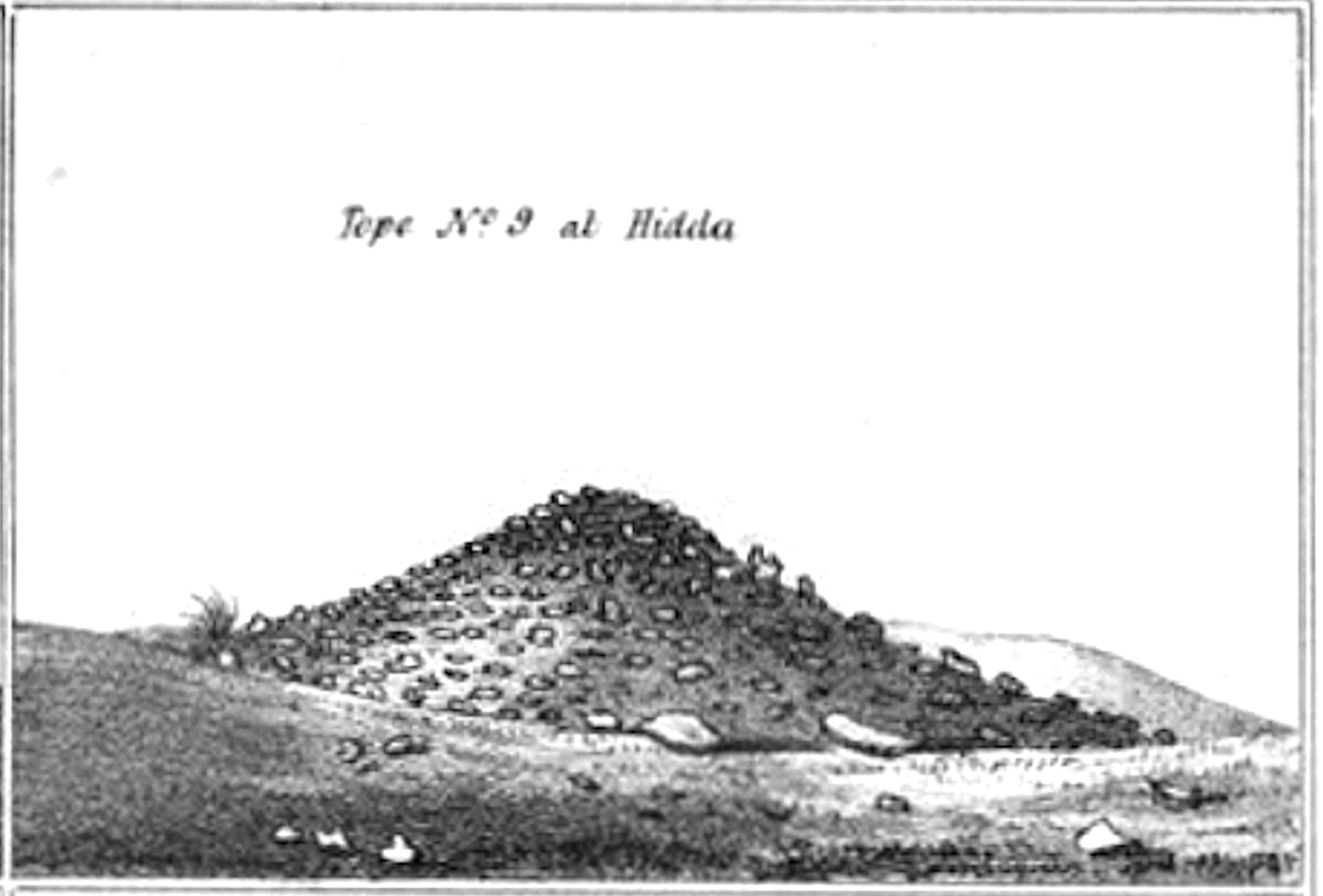
Хадда номер 9, Тепе Кафариха, Чарльз Массон, 1842 г.
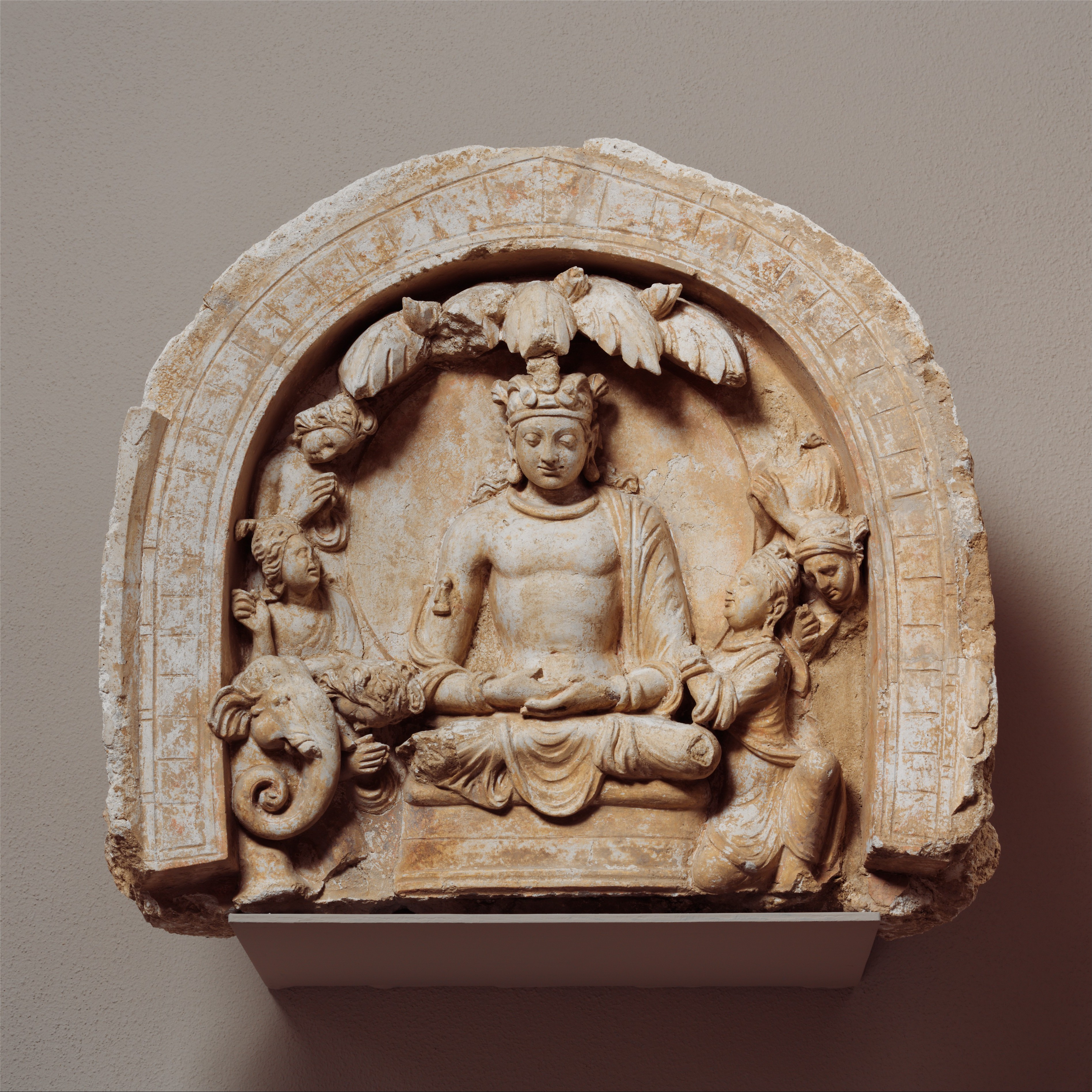
Ниша с сидящим Бодхисатва Шакьямуни, Тапа-и Кафариха. Метрополитен-музей .
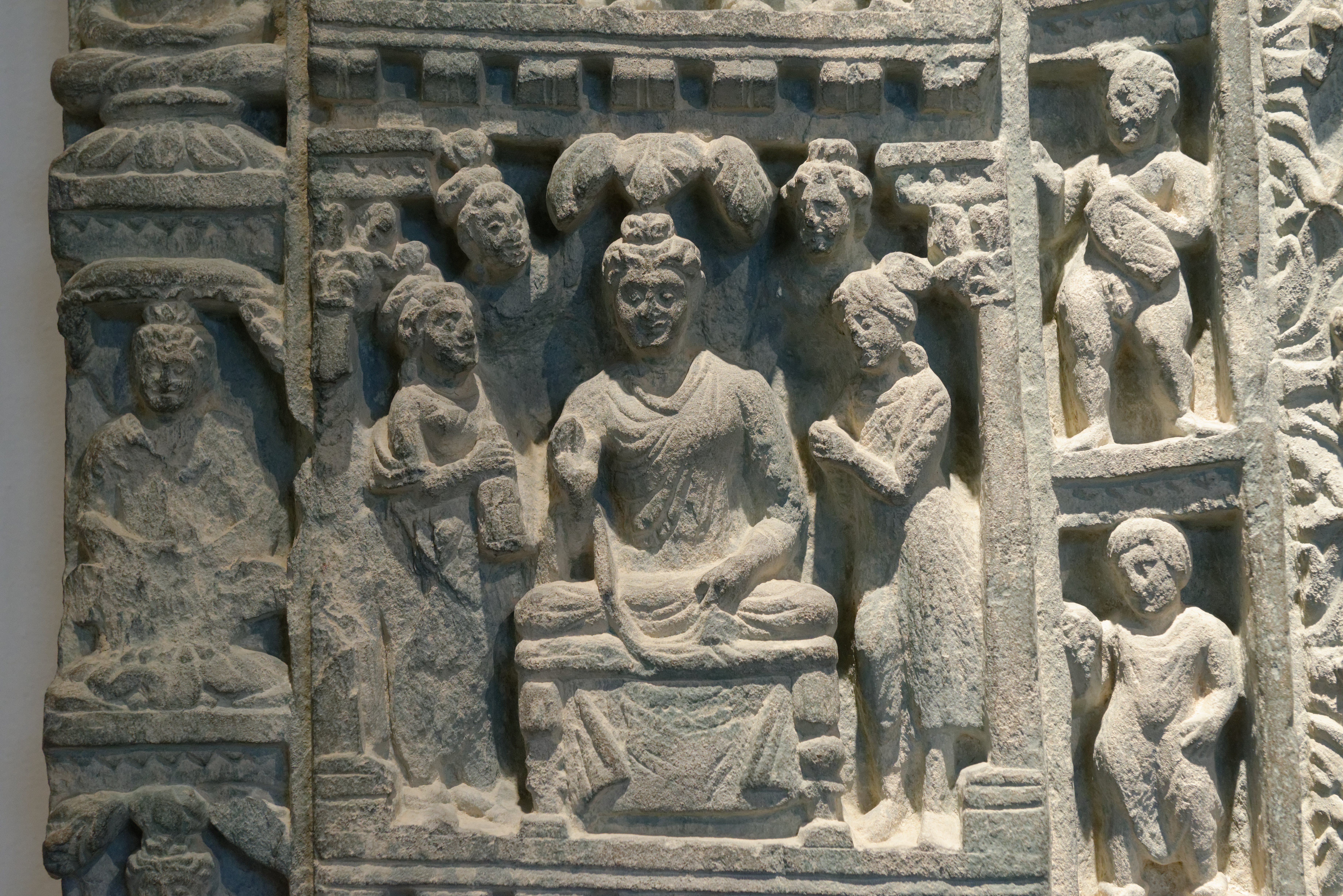
Обшивка двери: Жизнь Будды. Музей Гиме
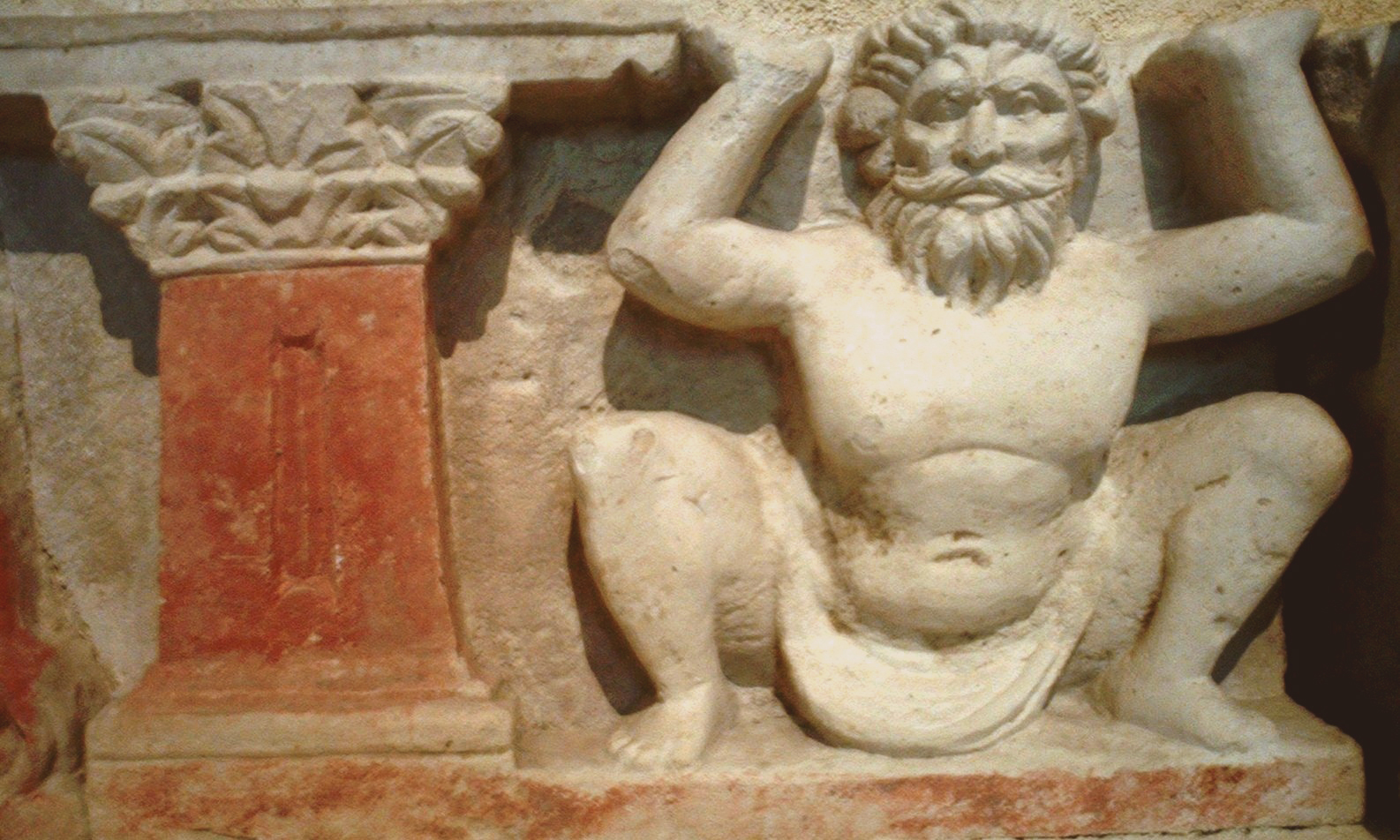
Атлас, на основании ступы Тапа-и Кафариха.

## Монастырь Тапа Топе Калан (V век н. э.)
Эта большая ступа находится примерно в 200 метрах к северо-востоку от современного города Хадда. Массон назвал его «Топе Калан» (Хадда 10), Барту — «Борж-и Кафариха», и теперь он обозначается как «Тапа Топе Калан».
Ступа в Топе Калане содержала более 200 в основном серебряных монет, датируемых IV—V веками нашей эры. Монеты включали сасанидские выпуски Вархрама IV (388—399 гг. н. э.), Яздагирда II (438—457 гг. н. э) и Пероза I (457 / 9-84 гг. н. э). Были также пять римских золотых солидов : Феодосий II (408-50 гг. н. э.), Маркиан (450—457 гг. н. э) и Лев I (457—474 гг.н. э). Многие монеты были также гуннскими имитациями сасанидских монет с добавлением тамги Алхон и 14 монет Алхона с линейками, показывающими характерные удлиненные черепа. Все эти монеты указывают на то, что ступа была построена в середине-конце V века.

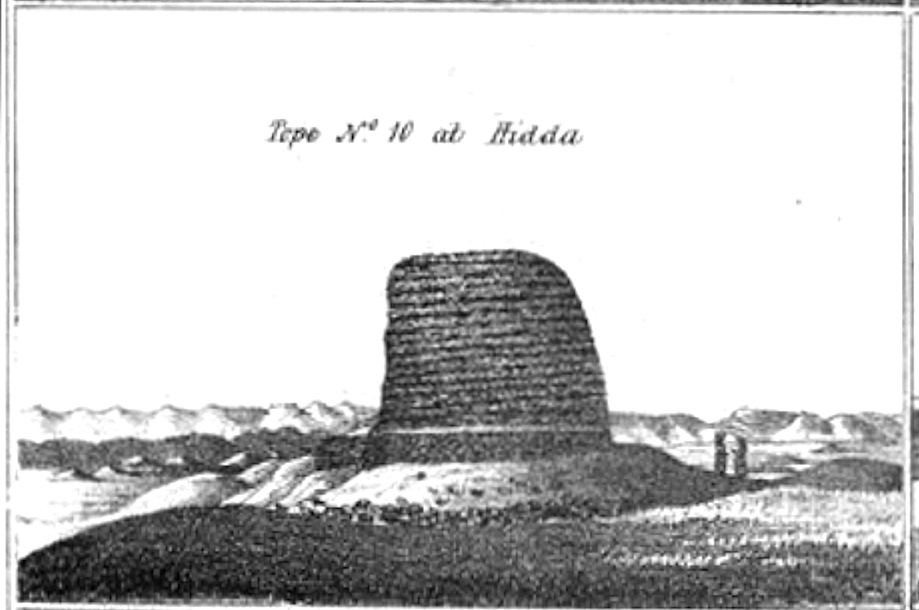
Руины ступы (Хадда 10)
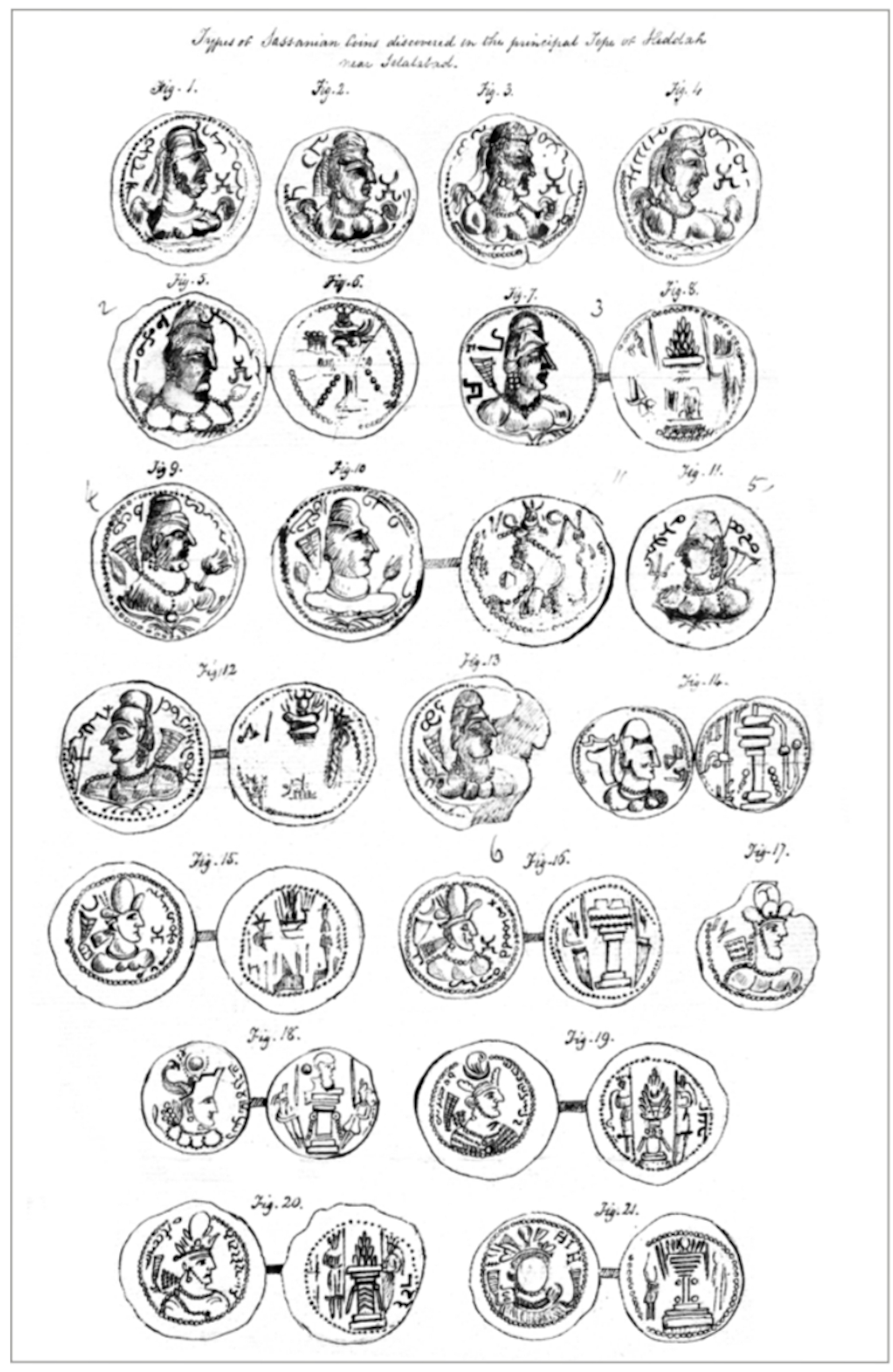
Алчонские гуннские[англ.], сасанидские и кидаритские монеты из Тапа-Калана (Хадда 10)
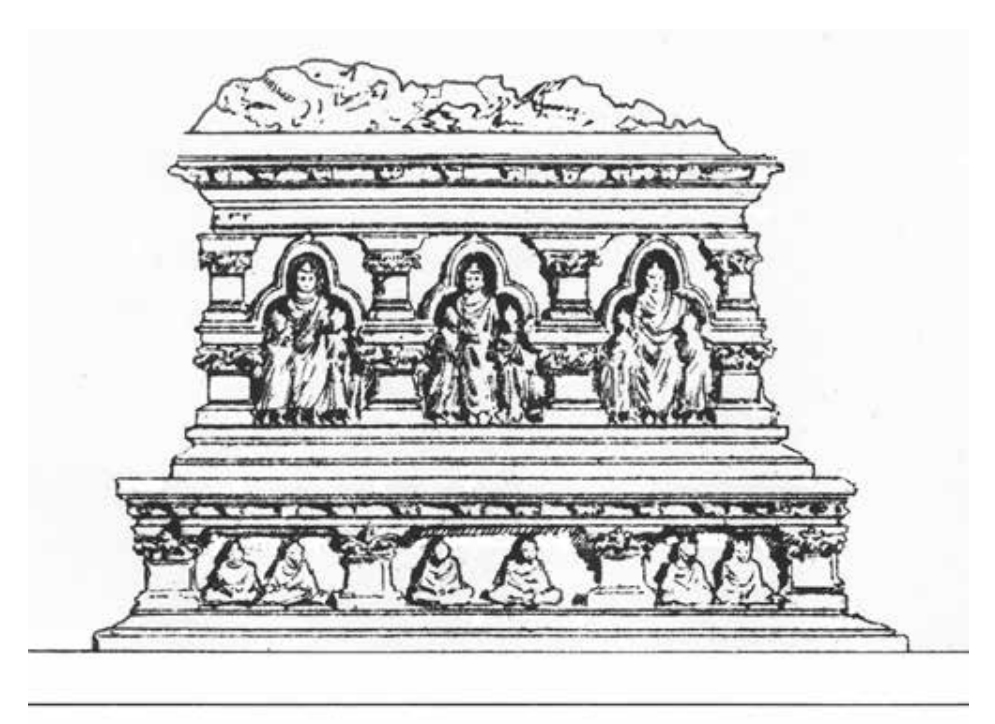
Маленькая декоративная ступа на Хадде 10

## Галерея

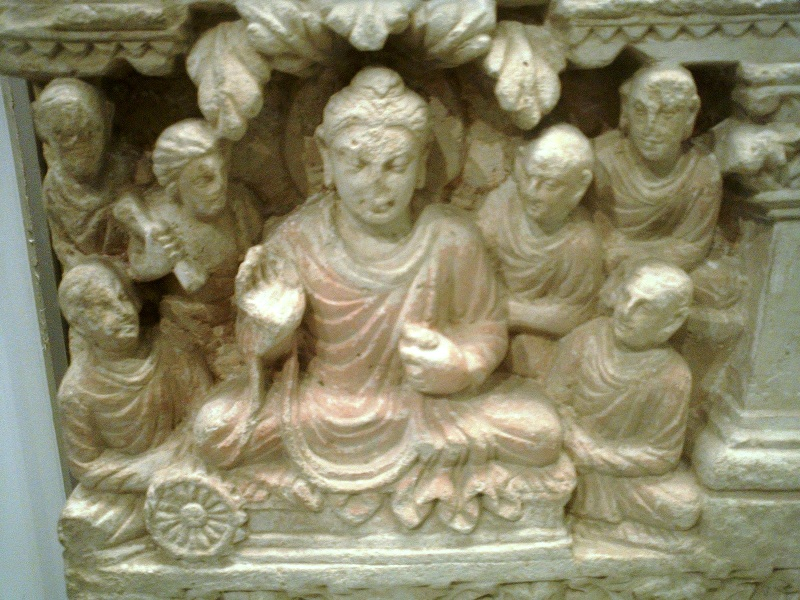
Полихромный Будда, II век н. э., Хадда
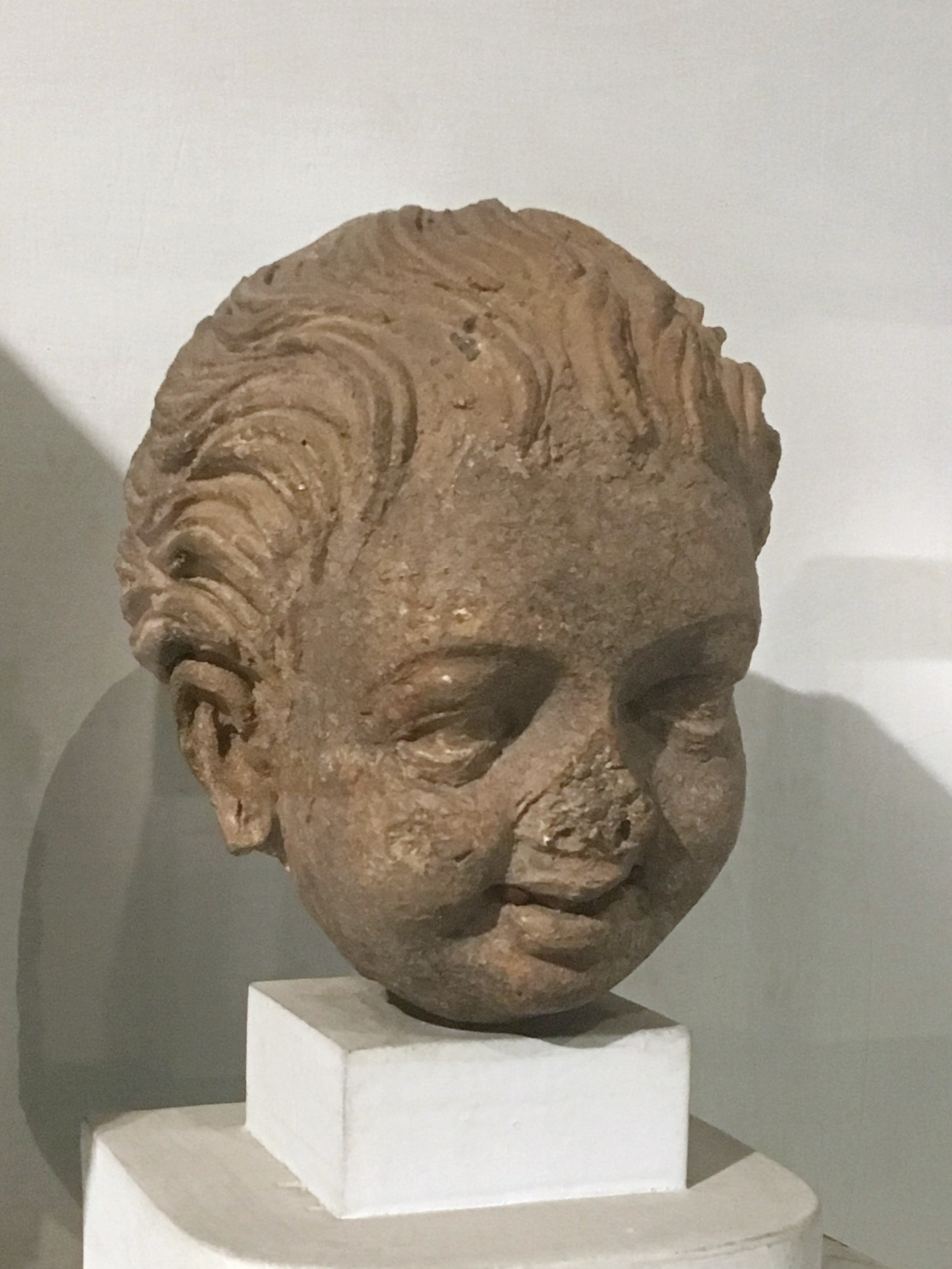
«Смеющийся мальчик» из Хадды